# Sandro da Silva
Pour les articles homonymes, voir Da Silva et Sandro.
Sandro da Silva, de son nom complet Sandro André da Silva, né le 5 mars 1974 à Taubaté dans l'État de São Paulo, est un footballeur brésilien. Il évoluait au poste de milieu de terrain lors de sa carrière footballistique.

## Biographie
Formé au Brésil, Sandro rejoint l'Europe en 1996 à l'âge de 22 ans. Lors de son unique passage en Europe, il évolue à l'Antwerp en Belgique. Il joue 83 matchs en première division belge avec l'Antwerp, inscrivant huit buts.
Après cinq années passées en Belgique, il signe chez les Mexicains du Club Deportivo Guadalajara. Cependant, il quitte le Mexique seulement un an après être arrivé. Son bilan dans le championnat mexicain s'élève à 18 matchs joués, pour un seul but marqué.
En 2002, il poursuit alors sa carrière au Venezuela. Là-bas, il y rejoint le Deportivo Italchacao. 
L'année suivante il tente sa chance au Japon, dans le club des Kashima Antlers. Toutefois, cette expérience s'avère être un échec puisqu'il ne joue qu'un seul et unique match en J League.
À partir de 2004, il enchaîne les clubs, jouant aussi bien au Chili, au Paraguay que dans les divisions inférieures brésiliennes.
Il met un terme à sa carrière en 2011, à l'âge de 37 ans.